# Oxylamia ruficornis
Oxylamia ruficornis là một loài bọ cánh cứng trong họ Cerambycidae.